# Куча

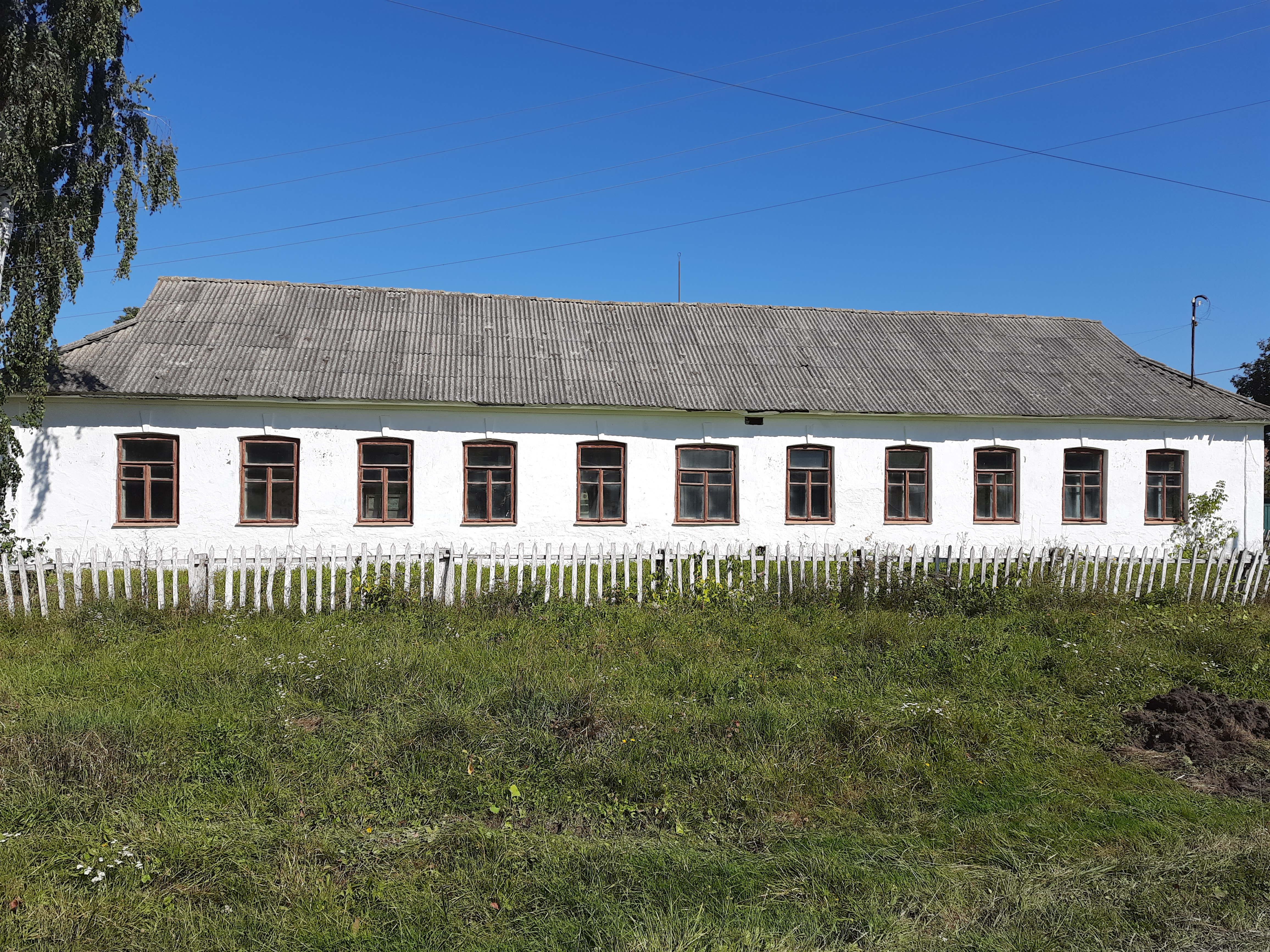
Школа

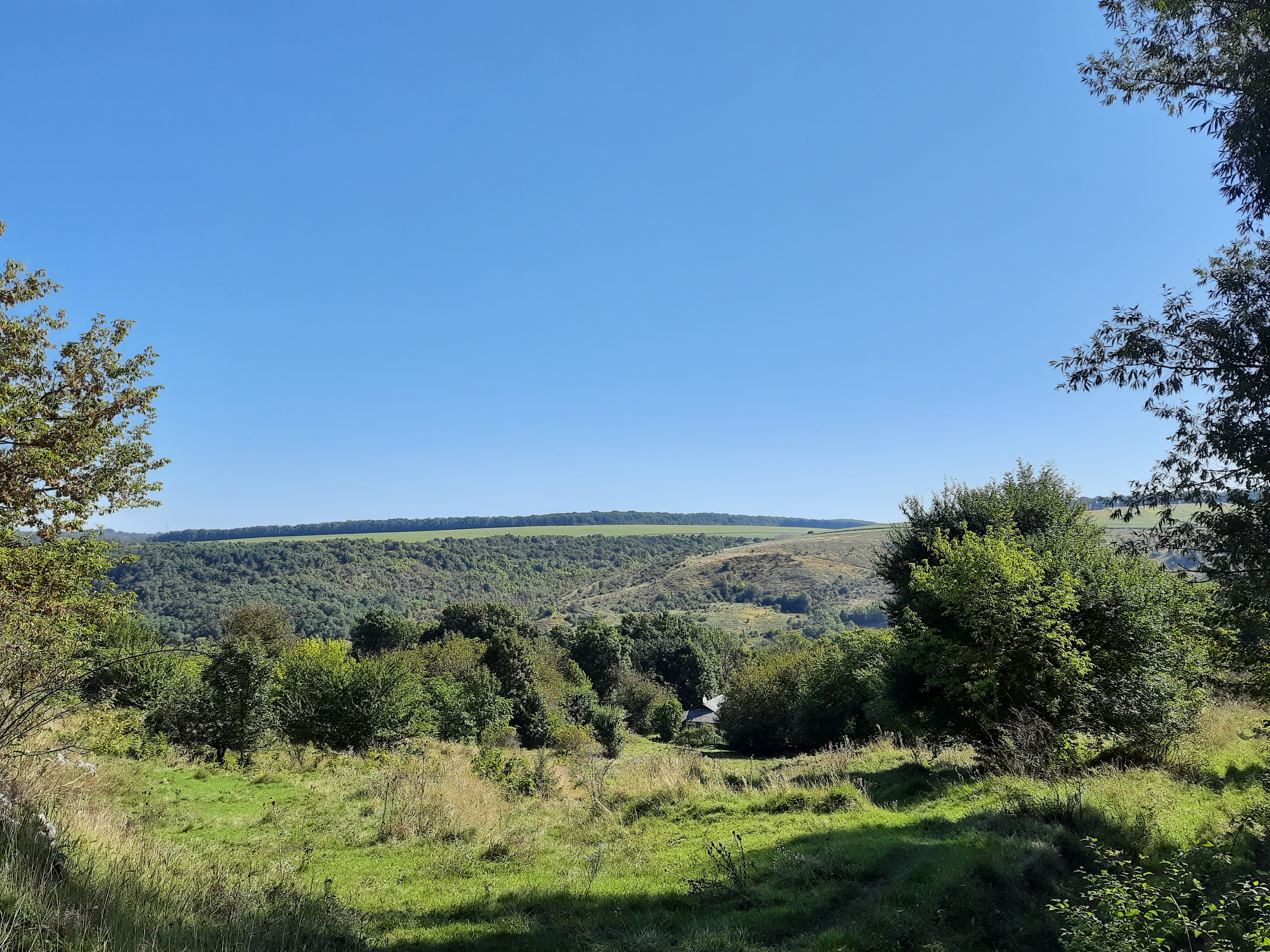
Краєвид біля села

Ку́ча — село в Україні, у Новоушицькій селищній територіальній громаді Кам'янець-Подільського району Хмельницької області.

## Символіка

### Герб
Щит розділений горизонтально на дві частини. У верхній частині на лазуровому фоні зображено жовте сонце з прямими та хвилястими променями. У центрі щита на зеленому фоні зображено три колоски пшениці
у вигляді букви «К», що символізує достаток та вирощування зернових культур, а також першу букву назви села. По обидва боки від колосків симетрично розміщенні по дві квітки цвіту яблуні, адже садівництво є одним з пріоритеним напрямком діяльності. У нижній частині щита зображені стільники, над якими летить бджола із срібними крильми — знак працелюбності та бджільництва, яким жителі села займаються з прадавніх часів.

### Прапор
Прямокутне полотнище складається з трьох частин. Верхня половина прапора блакитного кольору, нижня — жовтого кольору, ліва частина — трикутної форми зеленого кольору із зображенням трьох колосків пшениці у вигляді букви «К». Блакитний — колір неба, височини устремлінь, вдосконалення духу, жовтий — могутність, багатство та родючість.

## Географія
Село розташоване у східній частині району на правому березі річки Калюс — лівої притоки Дністра. Відстань від села до районного центру — 73 км, до обласного центру — 108 км, до залізничної станції Дунаївці — 61 км.

### Природа
Рельєф навколишньої території ерозійно-акумулятивного типу з великою кількістю ярів і балок. Найбільша абсолютна висота 307,5 м знаходиться в західній частині села. У східній частині поверхня круто обривається до річки Калюс.
Найпоширеніші ґрунти в районі села — темно-сірі опідзолені і чорноземи опідзолені на середніх та важких суглинках.
Корисні копалини села носять нерудний характер. Найпоширенішими з них є вапняки, які використовуються для потреб будівництва. В східній частині села вони виступають у формі оголених скель. Село розташоване також у смузі залягання подільських фосфоритів, що містять 28-36 % фосфат-ангідриду. Фосфорити тут залягають у формі кулястих конкрецій. З 90-х років позаминулого століття і до 1935 року фосфорити розроблялись і вивозились як сировина для Вінницького суперфосфатного заводу. Серед силурійських відкладів на території села залягають пісковики, що використовуються для будівництва житлових і господарських будівель, а також для брукування шляхів. У північно-східній частині села залягає багато глин, яка за своєю пластичністю придатна для виготовлення цегли та черепиці. В багатьох місцях села залягає пісок.

### Мікротопоніми села Куча
1. Урочище «Рогѝ». Назва походить від форми лісу у вигляді великих розлогих рогів, направлених на південь і південний захід.
2. "Садки". Південно-східна частина села, де переважають на садибах селян яблуневі, грушкові, сливові, черешневі, вишневі сади.
3. "Цегольні". У 18 — 19 століттях тут працювали два невеличких цегельний і черепичний заводи. Звідси і пішла назва.
4. «Завадівка». В походженні назви є дві версії. В основі цієї місцевості залягають вапнякові породи з яких виходять численні джерела води, внаслідок чого місцевість з надлишком заводнена. Тому її назвали «Завадівкою». Друга версія. Внаслідок постійного вимивання вапняків місцевість стала осідати (западати). Тому її раніше називали «Западівкою», а потім «Завадівкою».
5. "Яр". Місцевість «Яр» простягнулась вузькою смугою з півночі на південь вздовж річки Калюс — лівої притоки Дністра. Крім крутого схилу до річки вона порізана багатьма ярами.
6. "Центр". До кінця 20-х років XX століття цю частину села називали «Толока». Толокою називають цілину — землю, що не використовується для вирощування сільськогосподарських культур. У XIX столітті в селі дислокувався козачий кавалерійський ескадрон, і на цій толоці проводились військові навчання. У даний час тут розташовані всі громадські установи: школа, будинок культури, пошта, дитсадок, сільська рада і інші. Звідси і назва.
7. "Жуківка" — частина села, де переважна більшість носили прізвище «Жук». У наш час[коли?] людей з цим прізвищем тут не залишилось, але місцевість зберегла назву.
8. "Ставки. Через дану місцевість протікає невеликий безіменний потік. Вздовж його берегів було викопано багато ставків для мочіння конопель. Назва «Ставки» збереглася дотепер.
9. "Бовван". Вважають, що назву дали турки під час їхнього панування на Поділлі. У язичників — статуя, що зображає бога; ідол  [Архівовано 10 травня 2012 у Wayback Machine.] Також, урощище розміщене на сході села, а «бовваніти» — здалека виднітися, показуватися, розвиднятися.
10. Балки — дійсно перетята місцевість.
11. Головник — потічок, витікає із ставка, проходить через село, перетворюється в яр, де є багато джерел питної води.

## Історія села

Пам'ятний знак на честь воїнів-односельчан які загинули в Другу світову війну

Історія села Куча розпочинається з далеких незапам'ятних часів. Знахідки на околицях села кам'яних сокир, скребачок, рубил свідчать про мешкання тут людей ще в кам'яну добу. Проте стійбищ або городищ первісної людини не збереглося.
Назва села «Кам'яна Куча» відоме ще з 1430 року. 
Відомі такі версії:
Версія перша
Такі населені пункти як Каліус, Гарячинці, Хребріїв — існували значно раніше села Куча. Проїжджаючи через дану місцевість люди зупинялись біля Кам'яної Кручі напитись води. Адже тут при дорозі було єдине джерело питної води. Кам'яна Круча знаходиться біля перехрестя Куча — Куражин — Хребтіїв. Вода має цілющі властивості. Згодом над кручею було засновано дворище з декількох сімей. Тут була корчма, де проїжджі люди могли зупинитись, поїсти, напоїти та нагодувати коней, і навіть переночувати. За ці послуги хазяїн брав платню. Приходили люди ще й по цілющу воду. Згодом слово Кам'яна відійшло і залишилась назва Куча.
Версія друга
Місцевість села Куча порізана ярами, у яких багато джерел і протікають невеликі струмки. Яри і майже вся територія села була колись вкрита великими кам'яними виступами, які піднімались з-під землі. Тому проїжджаючи через цю місцевість проїжджі казали: зупинимось біля кам'яної кучі. У XVIII на початку XIX століття, ці кам'яні виступи були розбиті, або зірвані, а із каменю будувались дороги, церкви та інші будівлі. Сьогодні їх майже не залишилось.
Отже, спочатку дворище називають Кам'яна Круча. Можливо, перші мешканці — це втікачі, які переселились із літописного Кліуса внаслідок руйнування його у 1260 році, коли монгольський воєвода Бурундай наказав князям Романовичам розметати укріплення галицько-волинських міст. (Сецінський Е. Исторические личности Подолии и их достопримечательности. Кам. — Под. 1911).
Проходили роки, дворище Кам'яна Круча значно розширилось. Пізніше було захоплене військами литовського князя Вітовича. За історичними документами відомості про село Куча зустрічаються в першій половині XV століття. В 1430 році великий князь Вітовт записав своєму слузі Волосу дворище Кам'яну Кучу в Бакотськім повіті. У слові Круча була допущена помилка — пропущена літера «р», тому надалі за писемними документами почали називати не Кам'яна Круча, а Кам'яна Куча.

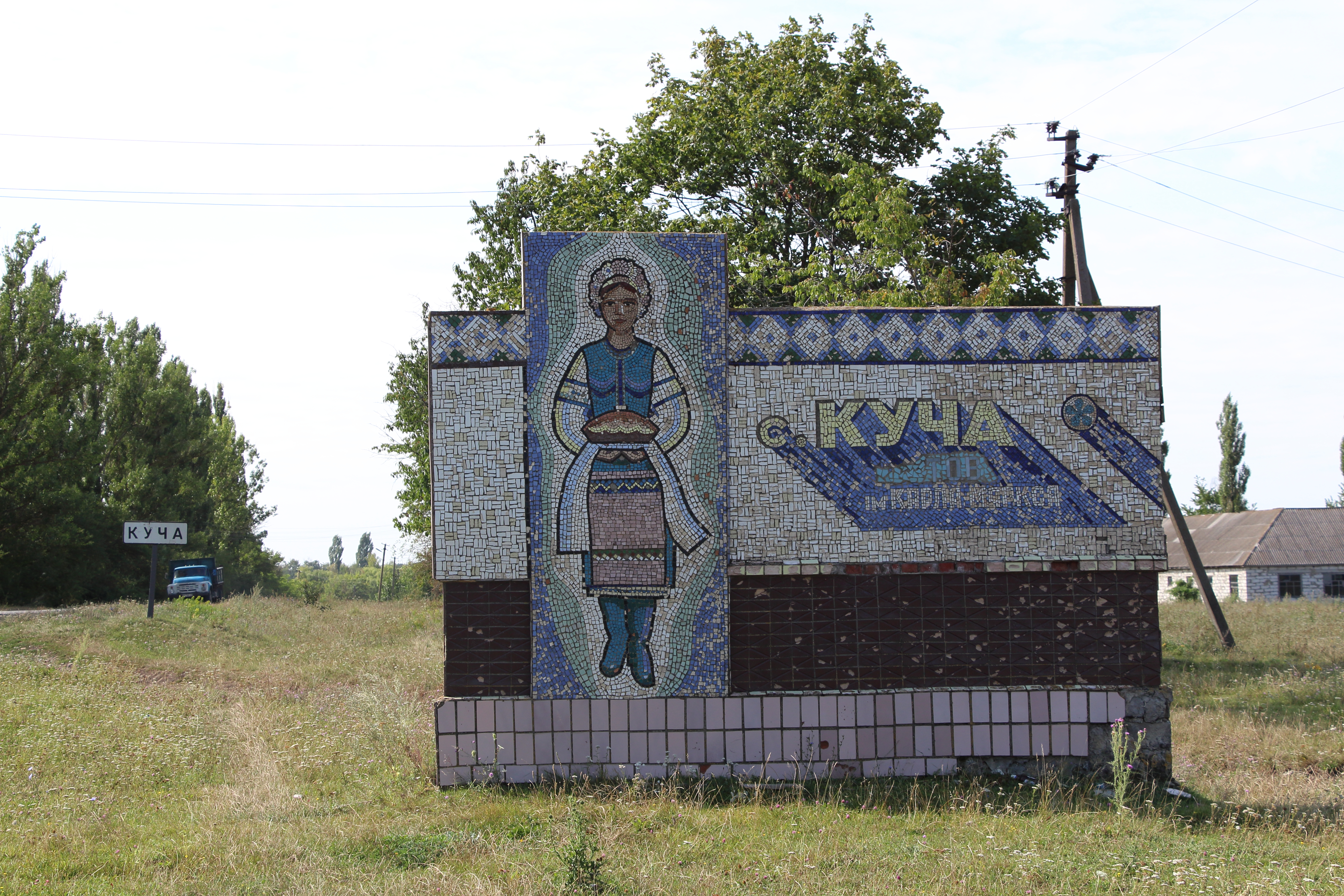

Через село протікає річка Калюс. Гідронім має корінь «кал», який лежить в основі українського «калюжа», російського «калуга», сербського «калюга», чеського «калузо». Ймовірно, що назва гідроніма обумовлена каламутною водою і утворена за допомогою формату — юс. Здогад цей досить вірогідний, оскільки течія річки є досить швидкою, глибина маленькою, тому вода в річці Калюс завжди каламутна. Можливе й інше походження, бо в Галичині калюсом називали солене джерело.
Місцевість біля річки Калюс була напрочуд сприятливою для проживання людини. Тому не дивно, що у цьому мікрорайоні ми зустрічаємо численні пам'ятки найрізноманітніших епох. Тут було знайдено кам'яні знаряддя праці, які знаходяться в історичному музеї села.
За історичними документами відомості про село Куча зустрічається в 15 ст. 20 лютого 1430 році великий князь Вітовт записав своєму слузі Волосу «дворище» Камінну Кучу на річці Калюс у Бакотськім повіті. 26 серпня 1467 р. король Казимир IV записав підкоморію Кристину Щуковському 20 гривень на с. Песець та Кам'яна Куча у Бакотському повіті Подільської землі . У 1569 році Куча належала Пясецькому, а за реєстрацією 1616 р. знаходилась в орендному володінні Потоцьких. Куча із сусідніми селами становить окреме староство і входить до складу Подільського воєводства з центром у Кам'янці. Незабаром королева Бона, резиденція якої була в місті Бар домоглася приєднання Літнівець і в тому числі і село Куча до Барського староства. Таким чином село перетворилась на королівський маєток.
Наприкінці 17 ст. зовнішньо — політичне становище Туреччини різко погіршується, вона зазнає відчутних поразок з боку Речі Посполитої та її союзників. Тому Порта 1699 р. змушена була піти на підписання Карловицького мирного договору, за яким Поділля знову відходить до Польщі. Потреба козацтва у боротьбі з турками відпала, через це польський сейм того ж 1699 р. ухвалив рішення розформувати козацькі полки.
10 серпня коронний гетьман С. Яблонський видав універсал до наказного гетьмана Самуся, полковників С. Палія, Іскри, Абазима, Барабаша та козаків розійтися по домівках. Водночас посилюється національний та релігійний гніт, відновлюються старі форми феодальної експлуатації.
Така політика, природно, наштовхувалась на хвилю обурення з боку козацтва й взагалі українців. Не для того вони боролись з турками, щоб після перемоги їх знову уярмили поляки. За таких обставин С. Палій зі своїми товаришами розпочав підготовку повстання на Правобережній Україні. Воно спалахує на Поділлі весною 1702року. У Подністров'ї на північ від Могилева — Подільського його очолив полковник Скорич. Загони повстанців успішно діють і невдовзі звільняють від поляків більшу частину Поділля (у тому числі і подільське Подністров'я). Проте незабаром уряд Речі Посполитої кидає проти непокірних значні військові сили на чолі з польським гетьманом А. Сенявським. Той завдає поразок повсталим в боях під Меджибожем, Летичевим, Зіньковом та ін.. Переможці влаштовують дику розправу над населенням краю. За словами І. Мазепи, поляки по Дністру і по Південному Бугу «…помщаючись за колишній заколот народний, багатьох стратили, інших вішали, ще інших кидали на цвяхи, або саджали на палю». За пропозицією пана Потоцького (наше село знаходилось у його володінні) усім, кого підозрювали в участі у повстанні, відрізували ліве вухо і, за свідченням сучасників, таким способом було клеймовано до 70 тисяч осіб. Клеймовані були селяни, які якимось чином брали участь у повстанні сіл Кам'яни, Куча, Хребтіїв, Миньківці. Коли розправа на півночі Поділля була закінчена і польські хоругви з'явились на узбережжі Дністра, виявилось що тут уже не має над ким чинити суд. Південні подністровські полки, не тішачи себе надією перемогти сильного ворога втікають за Дністер, а слідом за ними осіле населення сіл, містечок і міст. Так, під керівництвом полковника Скорича туди подалися мешканці Калюса, Рашкова, Старої Ушиці, Кучі, Лоївської волості та ін. Молдавські власті охоче приймали втікачів і сприяли їх переходу через Дністер. Все узбережжя Дністра від Жванця до Ягорлина обезлюдніло. Подільські магнати просили господаря (молдавського воєводу) щоб той керівників повстанців стратив у себе ж, а інших видав колишнім їх власникам. Але той не мав наміру позбуватись несподіваного збільшення числа підданих князівства і під різним приводом відмовлявся видавати втікачів.
У травні 1792 р. на територію Поділля вдерлося 60-ти тисячне російське військо, а в січні 1793 р. Росія та Прусія підписали конвенцію про поділ Польщі (вже другий). Царський маніфест від 27 березня 1793 р. оголосив про включення до складу Російської держави Правобережної України.

### Часи Голодомору в селі
За даними офіційних джерел (тогочасних ЗАГСів, які хоч і не завжди реєстрували правдиву кількість померлих, саме від голоду, бо було заборонено вказувати, що людина померла голодною смертю) в селі в 1932—1933 роках загинуло близько 60 жителів села. На сьогодні встановлено імена лише 57 осіб. Мартиролог укладений на підставі поіменних списків жертв Голодомору 1932—1933 років, складених Кучанською сільською радою згідно даних місцевого РАГСу (хоча й звіритися з конкретними документальними свідченнями стає майже неможливо, оскільки не всі вони дійшли до наших днів, у силу різних обставин Поіменні списки зберігаються в Державному архіві Хмельницької області.
Кількість померлих і їх особисті дані не є остаточними, оскільки не всі дані збереглися і не все заносилося до книг обліку тому є ймовірність, того, що мартиролог Голодомору в селі буде розширений

### Незалежна Україна
З 1991 року в складі незалежної України.
20 серпня 2015 року шляхом об'єднання сільських рад, село увійшло до складу Новоушицької селищної громади. Об'єднання в громаду має створити умови для формування ефективної і відповідальної місцевої влади, яка зможе забезпечити комфортне та безпечне середовище для проживання людей.
До адміністративної реформи 19 липня 2020 року село належало до Новоушицького району, після увійшло до складу Кам'янець-Подільського району.

## Населення
Населення становить 1446 осіб.

### Мова
У селі поширені західноподільська говірка та південноподільська говірка, що відносяться до подільського говору, який належить до південно-західного наріччя.

## Відомі люди
У селі з 4 на 5 серпня (з 15 на 16 серпня за новим стилем) 1711 року, добираючись до Кам'янця-Подільського, ночував московський цар Петро I із дружиною Катериною .
Мельник Василь Гаврилович — член національної спілки письменників України, народився 8 травня 1937 року, у селі Куча.
Написав «Сказання про ліс», «Свідок неймовірного», «Веселчині стрічки», «Смугастик», «Дружна сімейка», Автор книг сатири та гумору «Це вам не смішки», «Бесіда на килимі», «Позаштатна няня»; драматичні твори: «Над Дністом — рікою», «Доля і пісня», повісті: «Біг у глухий кут» і інші.
Сергієнко Анатолій Євгенович — член національної спілки письменників України, народився в 1947 році в с. Куча. Автор книг: «Небезпечний свідок», «Хто вбив пана Штима», «10 тисяч баксів» та ін.. Тепер проживає в м. Стрий Львівської області.
Попович Анатолій Васильович — народився в 1944 році в селі Куча Новоушицького району, Хмельницької області.
Гетьман національної спілки «Об'єднане козацтво України», член Координаційного Ради з питань розвитку козацтва при Президенті України, генерал козацтва. Президент Всеукраїнської Федерації з козацького двобою. Керівник — дослідник козацької школи бойових мистецтв «Собор». Президент Всеукраїнської Федерації бойових мистецтв та Української професійної ліги конкретних єдиноборств. Суддя міжнародної категорії. Має міжнародний 6-й Дан в карате. Заслужений тренер України. Під його керівництвом федерацією підготовлено понад 130 майстрів спорту України з контактного карате, 30 майстрів спорту міжнародного класу, 14 заслужених майстрів спорту України з контактного карате. Має близько 30 наукових друкованих статей в області фізики, кібернетики, військово-спортивних єдиноборств, систем становлення та розвитку особистості. Спортсмени збірної команди, яку очолює Попович А. В., стали шестиразовими чемпіонами світу, п'ятиразовими чемпіонами Європи і шестиразовими призерами змагань за Кубок світу серед молоді з контактного карате. За 12 років діяльності ВФБМ спортсмени Федерації більше 160 разів піднімалися на найвищу сходинку пошани в європейських та світових спортивних заходах. Заслужений тренер України. Суддя міжнародної категоріі. Відзнака «За заслуги» (2003 р.), відзнака Міжрегіональної асоціації ветеранів спецназу "Білий Хрест "(2002 р.), диплом — визнання про внесення А. Поповича у книгу «Найкращі особистості бойових мистецтв світу» (2002 р.).

## Світлини

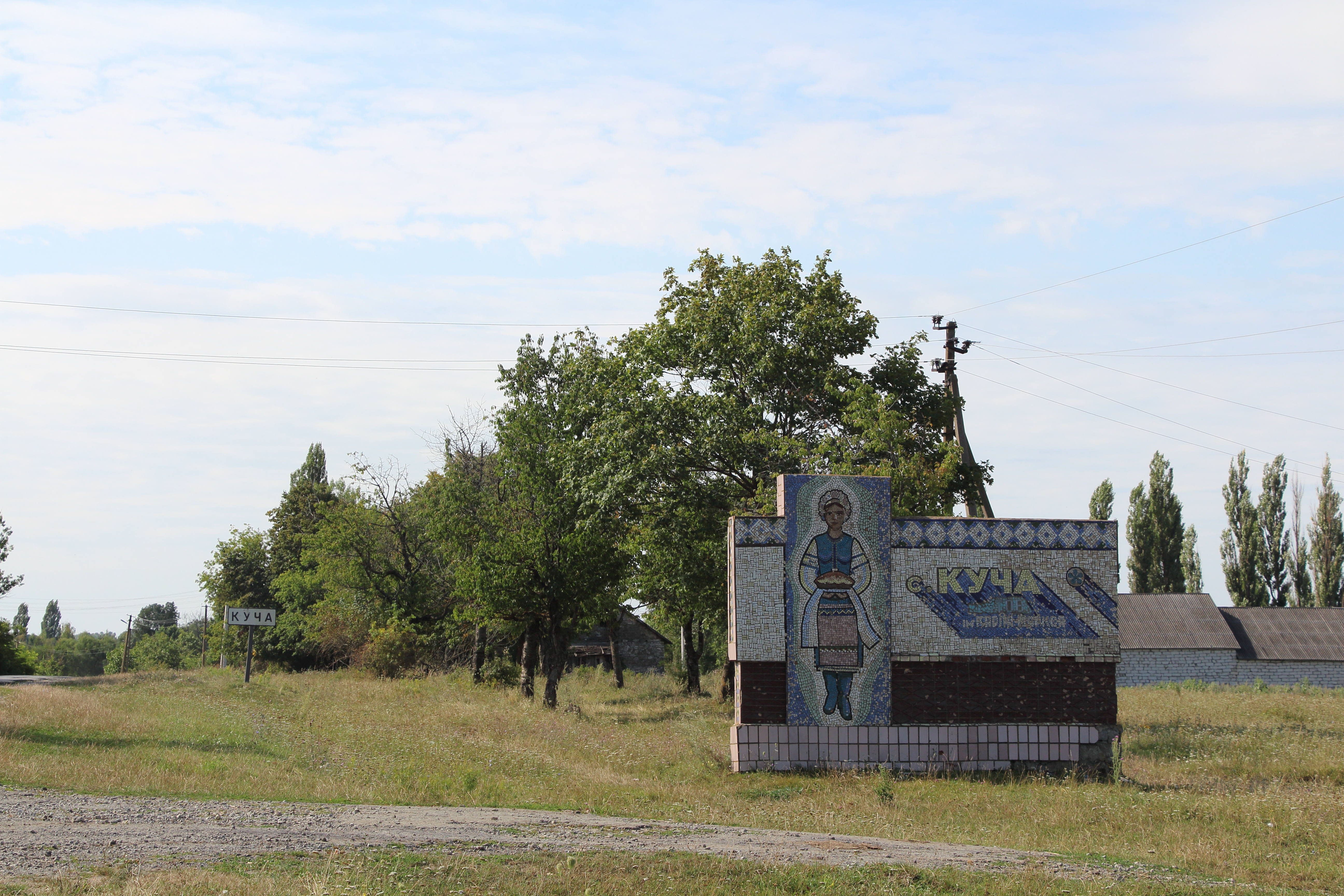
В'їзд з боку Нової Ушиці
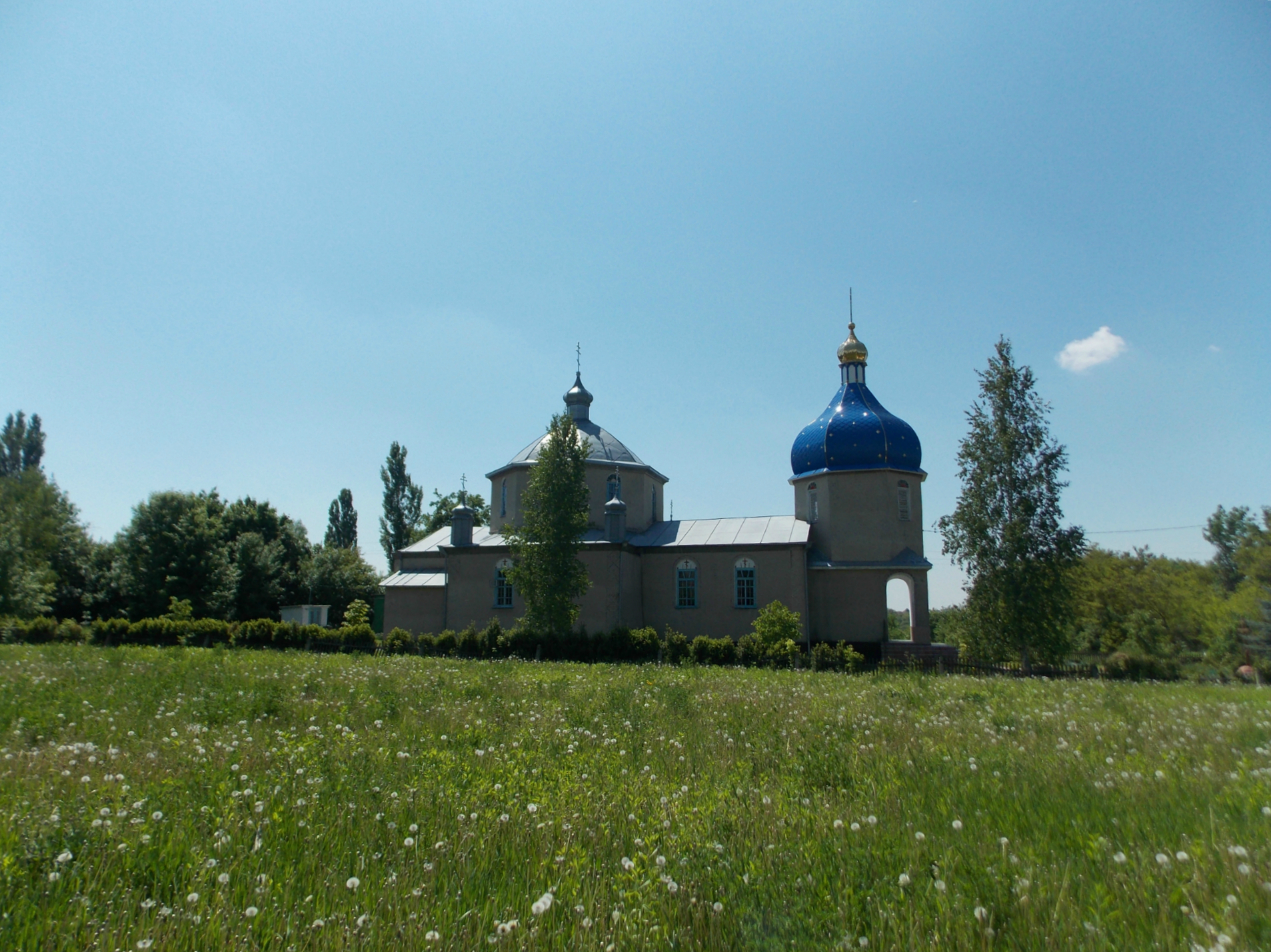
Свято-Вознесенський храм
Братська могила радянських воїнів